# Funkstandlinie
Eine Funkstandlinie (engl. radio line of position, LOP) ist ein Begriff aus der Radionavigation und beschreibt die Richtung einer gedachten Linie von einem Bodensender (Ungerichtetes Funkfeuer / NDB) zum eigenen Standpunkt. Irgendwo auf dieser Linie befindet sich das Flugzeug oder Schiff zum Zeitpunkt der Peilung.
Im Gegensatz zur klassischen Navigation, bei der mit rechtweisenden Kursen gerechnet wird, beziehen sich in der Funknavigation alle Kurse auf missweisend Nord (engl. magnetic north, MN). Die Funkstandlinie (LOP) wird daher im Beispiel als Winkel zwischen missweisend Nord und der Richtung vom NDB zum Flugzeug angegeben. Diese missweisende Richtung vom NDB zum Flugzeug oder Schiff entspricht im internationalen Q-Schlüssel dem QDR.
Funkstandlinien werden in der Praxis zur Bestimmung des Flugzeug- oder Schiffstandorts (engl. position or fix) verwendet. Die genaue Position des Flugzeugs oder des Schiffes liegt irgendwo auf dieser LOP, ist also durch eine einzige Messung nicht festzulegen. Dazu sind mindestens zwei LOPs notwendig.
Die Formel zur Berechnung des LOP (QTE) lautet:
LOP = TB + 180° oder
LOP = TB − 180° falls die Summe mehr als 360° beträgt
mit TB-Winkel zwischen TN (true north) und Richtung zum Funkfeuer.
Die Instrumente im Cockpit (ADF und VOR) zeigen an, auf welcher missweisenden Standlinie (QDR) sich das Flugzeug befindet. Um eine Übertragung in eine Karte zu ermöglichen, muss wegen deren Ausrichtung auf die rechtweisenden Meridiane die Ortsmissweisung (engl. variation – die ortsspezifische Missweisung des magnetischen Nordpols) herausgerechnet werden. Die rechtweisende Standlinie entspricht dann dem QTE.